# Domenico Majone
Domenico Majone (Napoli, 2 febbraio 1844 – Firenze, 30 novembre 1872) è stato un attore teatrale italiano specializzato in ruoli comici. Fu primo attore nella compagnia teatrale di Alamanno Morelli (1812-1893).

## Biografia
Nacque da Giuseppe, ufficiale giudiziario, e Rosa Demiccolis. Il padre volle indirizzarlo agli studi giuridici che il giovane Majone intraprese senza tuttavia portare a termine. Preferì seguire la propria vocazione per lo studio della letteratura e del teatro filodrammatico e, in giovane età, recitò per diletto a favore delle famiglie povere di Napoli. Il battesimo d'arte avvenne al Teatro del Fondo - oggi Teatro Mercadante - quando il giovane attore, sostituendo l'ammalato amoroso della compagnia sotto il nome di Morandini, recitò per alcune serate a fianco della celebre Adelaide Ristori. Al termine di quelle apparizioni e grazie al successo ottenuto dal giovane attore la Ristori propose al Majone di essere scritturato per la compagnia ma il padre si oppose fermamente.
Morto il padre nel febbraio del 1862, Majone entrò nel 1863 nel ruolo di primo amoroso al Teatro dei Fiorentini di Napoli dove recepì gli insegnamenti di Taddei, Alberti, Salvini e della Cazzola, della Pezzana e della Marini. Il 2 marzo 1870, durante la Quaresima, partì con la madre per Cremona dove era stato chiamato per unirsi alla compagnia di Alamanno Morelli, di cui divenne primo attore assoluto. Nei due anni seguenti il Majone raccolse critiche trionfali recitando ne La signora delle camelie, ne L'onore della famiglia, nel Falconiere, ne La suonatrice d'arpa. Grandissimi furono per lui gli elogi dei massimi critici dell'epoca fra cui Paolo Ferrari e Abib che predicevano per il Majone il posto di Tommaso Salvini. Nel 1871 sposò l'attice Ermenegilda Zucchini che rimase vedova nel 1872 con la repentina scomparsa del Majone, che morì ventottenne a Firenze nel 1872 di febbre miliare. Solenni funerali furono celebrati nella Chiesa di San Firenze a Firenze.